# ウォルターの亀
ウォルターの亀（ウォルターのかめ、英: Turtle (robot)(英語版)
）またはマシナ・スペクラトリクスとは、アメリカ生まれのイギリスのロボット工学者ウィリアム・グレイ・ウォルターが1940年代後半に創造した（実在した）2台の亀型ロボットである。それぞれエルマー（Elmer）、エルシー（Elsie）と名付けられた。日本では電子カメとも呼ばれた。
このロボットは、バッテリーと移動するためのタイヤとモーター、そして電圧低下時に自分で専用の充電場所を見付けるための光センサーとアナログ的な電子頭脳を持っている。バッテリーの電圧が下がると周囲を調べて、点灯するランプが目印となっている充電ステーションに入って、自分で充電する機能を持っており、更にはバッテリーが切れ掛かると、異常を知らせるロボット上部の警告灯が点灯して知らせる機能もあった。
その形状や行動様式が、池のまわりの草むらをノソノソと歩き廻るカメそっくりであるために、このように呼ばれる。

## 存在の意義（コンフリクトの解消）
このロボットは単体では、上記の行動様式によってバッテリーが切れ掛かるまで周囲を散歩し、バッテリーの電圧が落ちてくると自分で充電を行う。このロボットを2台、同じ場所に放すと、しばしば衝突（コンフリクト）が発生し、一方のロボットが電圧低下に拠って充電ステーションに行こうとしているのに、もう一方のロボットが充電を妨害するような振舞いをする事があった。
双方のロボットには感情も知性も無く、単純に充電（エサ）を求めて活動していただけなのだが、一方のロボットがバッテリー電圧が落ちている事を知らせる警告灯を点灯させると、もう一方のロボットがこれを充電ステーションの表示灯と誤認してお互いに衝突してしまい、結果的に自分と相手の充電を妨害する状態に陥ったのである。
この時、更にもう一体のロボットを加えた場合に、2台のロボットが衝突して動けなくなった状態に、更に残りの一体が衝突し、その反動で衝突状態が解除される事態が発生、後に「コンフリクト解消はコンフリクト発生の要因によってでも、もたらされる」とする発表の元となった。

## 発展と現在
このウォルターの亀をヒントとして生まれた商品には、バンダイのワンダーボーグなどがある。その他、市販品では無いが、電子部品の僅かな誤差によって「個性」の発生したメカニマルのミツメムレツクリの行動様式が興味深い。